# Милау
Милау (нем. Mylau) — район города Райхенбах-им-Фогтланд, до 1 января 2016 года бывший самостоятельным городом в немецкой федеральной земле Саксония.
Подчинён земельной дирекции Хемниц и входит в состав района Фогтланд. На 31 декабря 2014 года население Милау составляло 2585 человек. Занимает площадь 4,73 км². Официальный код был 14 1 78 390.

## Фотографии
- Замок
- Внутренний двор замка
- Церковь